# Tomàs Prats Figuerola
Tomàs Prats i Figuerola (Palafrugell, 1702 – Cadis, ?) fou un comerciant de Palafrugell dedicat al comerç americà. L'any 1734 s'instal·là al port de Cadis i treballà com a agent de la casa Alegre de Barcelona. Des de Cadis va ser el responsable de noliejar les primeres naus catalanes cap a Amèrica, entre elles, La Perla de Catalunya, la primera nau carregada per catalans que va salpar del port de Barcelona i es va dirigir a les colònies. Com a representant a la burgesia mercantil barcelonina, Prats rebia les mercaderies, les emmagatzemava, si calia, i organitzava el seu enviament cap a les colònies. Fou un dels fundadors de la Real Companyia de Comerç de Barcelona, de la qual va esdevenir el 17 d'agost de 1756 l'apoderat general, lloat per les seves capacitats d'organitzador. Prats va realitzar diversos viatges a Amèrica com a apoderat d'aquesta companyia i va organitzar la xarxa de factories que tenia a Puerto Rico, Margarita i Hondures. Al seu servei, van treballar d'altres comerciants, capitans de vaixell i mariners, com Miquel Serra i Avellí, Pere Barceló i Antoni Barceló i Prats. Va contribuir a finançar la construcció de la Capella Fonda de l'església de Sant Martí de Palafrugell i algunes reformes de l'ermita de Sant Sebastià de la Guarda, a finals del segle xviii.